# Busije (Ribnik)
Busije (szerbül: Бусије) falu Bosznia-Hercegovinában, a Szerb Köztársaságban, Ribnik községben. 

## Fekvése
Bosznia-Hercegovina nyugati részén, Banja Lukától légvonalban 55, közúton 79 km-re délnyugatra, községközpontjától légvonalban 6, közúton 10 km-re délnyugatra, a Ribnik és mellékvizei forrásvidékén fekszik. Szétszórt falucskákból áll, mint Vaganac, Dmitrovići és Risovići. Erdőben gazdag domb- és hegyvidéki terepen található. Aszfaltút köti össze Ribnik, Drvar és Mrkonjić Grad településekkel.

## Népessége
Busijének 1948-ban 75 háztartása és 464 lakosa volt; 1961 - 523 lakos; 1991-202 (198 szerb és négy jugoszláv); 2013 - 59 háztartás és 135 lakos. 
| Nemzetiségi csoport | Népesség 1991 | Népesség 2013 |
| ------------------- | ------------- | ------------- |
| Szerb               | 198           | 134           |
| Bosnyák             | 0             | 0             |
| Horvát              | 0             | 0             |
| Jugoszláv           | 4             | 0             |
| Egyéb               | 0             | 1             |
| Összesen            | 202           | 135           |

## Története
A falu területe 1878-ig tartozott az Oszmán Birodalomhoz, majd az Osztrák-Magyar Monarchia része lett. A monarchia szétesésével 1918-ben előbb a Szerb-Horvát-Szlovén Királyság, majd 1929-től a Jugoszláv Királyság része. A Jugoszláv Királyságban a Vrbaska banovina része volt. Jugoszlávia megszállása után a falu a Független Horvát Állam (NDH) része, majd 1945-től a falu a szocialista Jugoszlávia része volt. A második világháború idején (1943. december – 1944. június) a faluban működött az "Oslobođenje" újság szerkesztősége és nyomdája. 1965-ben az akkori Bosznia-Hercegovinai Köztársaság racionalizálása miatt Ribnik község területét Sanicával együtt Ključ községhez csatolták. A négy évfolyamos általános iskola 1960-1978 között működött, de a kis létszám miatt bezárták.
A település 1995 szeptemberéig a boszniai szerb katonai egységek ellenőrzése alatt állt. A boszniai háborút lezáró daytoni békeszerződés rendelkezése alapján az ország területét felosztották a Bosznia-hercegovinai Föderáció és a boszniai Szerb Köztársaság között, ennek során a település a Boszniai Szerb Köztársasághoz és Ribnik községhez került. Lakossága főként mezőgazdasággal és erdőgazdálkodással foglalkozik.
A falu búcsúnapként Szent Iván napját ünnepli.